# Duzentos e setenta e seis
Duzentos e setenta e seis é um número natural.
Uma conjectura matemática devida a Eugène Charles Catalan é que, dado um número natural n, e a função σ(x) (a soma dos divisores de x), a sequência formada por:
{\displaystyle a_{1}=n\,}
{\displaystyle a_{k+1}=\sigma (a_{k})-a_{k}\,}
deve terminar ou com o número zero, ou com um número perfeito, ou se tornando periódica. Por exemplo, começando-se com 1264460 tem-se a sequência:
1264460, 1547860, 1727636, 1305184, 1264460, ....
O número 276 é o menor número para o qual não se sabe se a sequência termina ou é aperiódica.